# Camisano
Camisano (Camisà in dialetto cremasco) è un comune italiano di 1 255 abitanti della provincia di Cremona, in Lombardia. Le origini databili sono incerte anche se si ipotizza di epoca romana dato i numerosi ritrovamenti di suppellettili e cenni storici romani.

## Geografia fisica

### Territorio
Il territorio di Camisano ha restituito a partire dal secolo scorso numerosi reperti. La sua posizione rispetto alla Pianura Padana è centrale, ai confini tra le province di Cremona con Milano, Bergamo e Brescia, delimitata dai fiumi Serio ad Ovest e Oglio a Est. Dal Neolitico alla Romanità Camisano era un crocevia ideale per il commercio di materie prime, come metallo e selce.

## Storia
La località è stata abitata fino dall'Età Preistorica della pietra levigata, come dimostrano i ritrovamenti archeologici che si pensa fossero utilizzati per la caccia o per la battaglia, risalenti all'Età Neolitica. Il nome della località deriva dalla fusione di due termini: Cà di Misano o Massano, che potrebbero indicare un personaggio storico del X o XI secolo, al quale si vorrebbe far risalire la fondazione. Secondo altri storici, Misano o Massano sembrerebbe il nome di un luogo anziché di persona. Sino al X secolo d.C., la storia di Camisano ci è perfettamente ignota per mancanza di documenti. Il primo documento ufficiale che parla di Camisano risale al 960, si tratta di un documento di permuta di terreni. Da esso veniamo a conoscenza del fatto che a quel tempo, nel paese, esistevano un castello e due basiliche: una dedicata alla Madre di Dio e l'altra a san Pietro; entrambe da molti secoli scomparse del tutto.
I membri della famiglia dei Conti di Camisano, furono protagonisti delle vicende ecclesiastiche dell'XI e del XII secolo; Giovanni da Camisano venne eletto cardinale di San Grisogono da Pasquale II, mentre Guido da Camisano fu eletto cardinale da Eugenio III e poi, sostenuto dal Barbarossa, divenne antipapa con il nome di Pasquale III e canonizzò Carlo Magno. Il suo pontificato durò cinque anni, e terminò nel 1168. Esistono diverse leggende sulla casata dei Conti di Camisano.

### La chiesa parrocchiale
Ai membri della Famiglia dei Conti si deve la prima costruzione della Chiesa Parrocchiale dedicata a San Giovanni Battista, che risale al 1300 e che però è stata quasi interamente ricostruita nel 1592. Presso la chiesa parrocchiale sorge un oratorio dedicato alla Madonna della Neve, una preziosa costruzione cinquecentesca.

### Il castello
Dal citato documento del 960 apprendiamo anche l'esistenza in Camisano, di un castello che fu costruito nel 1191: era cinto da grandi fossati e aveva la porta nella muraglia, che rinchiudeva il cortile. Dove si ergeva il castello ora vi è un campo, chiamato appunto Castello e dove a poca profondità si trovano facilmente ruderi e resti di mura.
Il piccolo gruzzolo di reperti provenienti dal campo Castello comprende oggetti databili a periodi storici differenti.

### Ripostiglio Monetale
Il Ripostiglio Monetale, di circa cinquecento sesterzi di età imperiale, si trova a Camisano nel campo Salone presso Cascina San Giacomo, nelle vicinanze della Roggia Camisana. Sui pezzi meno incrostati era possibile trovare effigi, scritte e simboli di imperatori di età diverse, come ad esempio Traiano e di Adriano, dei Severi e degli Antonini e di imperatori meno noti che si sono succeduti durante l'anarchia militare.

### Ritrovamenti archeologici
Tutti i ritrovamenti archeologici dell'area sono situati al museo di Crema. Alcuni dei principali oggetti rinvenuti sono:
- oggetto litico falliforme in pietra gialla con sfumature brune, levigatissimo, con dei segni di lavorazione all'estremità, presenta una marcata solcatura che gira intorno al pene di sezione triangolare, a indicare il glande e una tacca sulla punta. Anche il probabile scroto ha una sezione vagamente triangolare;
- ascia-martello, incompleta poiché manca il foro;
- accetta in pietra verde scuro della lunghezza massima di 6 centimetri e fa pensare a una datazione all'Età del rame;
- pendaglio in arenaria, di forma subcircolare;
- pendaglio in calcare;
- punteruolo litico, oggetto in roccia sedimentaria di forma allungata dotato di un'estremità appuntita e sottile (punta) e una un po' più ingrossata e arrotondata (impugnatura), da cui si deduce il probabile uso come punteruolo.

### Simboli
Lo stemma e il gonfalone sono stati concessi con decreto del presidente della Repubblica dell'11 aprile 1986.

## Società

### Evoluzione demografica
Abitanti censiti

### Etnie e minoranze straniere
Al 31 dicembre 2020 i cittadini stranieri residenti sono 80. Le comunità nazionali numericamente significative sono:
1. India, 30
2. Romania, 23
3. Perù, 1 (Stefano Montoya, "Il macellaio matto")

## Infrastrutture e trasporti

### Strade
Il territorio è attraversato dalle seguenti strade provinciali:
- La variante della CR SP ex SS 591 "Cremasca"
- CR SP 12 Sergnano-Camisano
- CR SP 15 Madignano-Camisano

## Amministrazione
Elenco dei sindaci dal 1985 ad oggi.
| Periodo | Periodo   | Primo cittadino            | Partito                           | Carica  | Note          |
| ------- | --------- | -------------------------- | --------------------------------- | ------- | ------------- |
| 1985    | 1985      | Giovanni Battista Boffelli | indipendente                      | sindaco | [ 8 ] [ 9 ]   |
| 1985    | 1986      | Francesco Parati           | Democrazia Cristiana              | sindaco | [ 10 ] [ 11 ] |
| 1986    | 1990      | Giovanni Battista Boffelli | indipendente                      | sindaco | [ 10 ]        |
| 1990    | 1995      | Giovanni Battista Boffelli | Democrazia Cristiana              | sindaco |               |
| 1995    | 1999      | Luigi Fusi                 | lista civica di sinistra          | sindaco |               |
| 1999    | 2004      | Adelio Valerani            | lista civica                      | sindaco |               |
| 2004    | 2009      | Adelio Valerani            | lista civica                      | sindaco |               |
| 2009    | 2014      | Ornella Scaini             | Il Popolo della Libertà-Lega Nord | sindaco |               |
| 2014    | 2019      | Adelio Valerani            | lista civica                      | sindaco |               |
| 2019    | 2024      | Adelio Valerani            | lista civica                      | sindaco |               |
| 2024    | in carica | Francesco Donida           | lista civica                      | sindaco |               |